# Rafał Blechacz
Rafal Blechacz (Nakło nad Notecią, 30 giugno 1985) è un pianista polacco.
Nel 2005 ha vinto il Concorso Chopin di Varsavia.

## Biografia
Rafal Blechacz ha iniziato a suonare all'età di cinque anni in una piccola scuola della sua città e tre anni dopo è stato ammesso alla Scuola Nazionale di Musica Arthur Rubinstein di Bydgoszcz; nel 2007 ha completato la sua formazione con la professoressa Katarzyna Popowa-Zydroń, nell'Accademia musicale Feliks Nowowiejski, sempre a Bydgoszcz. È risultato vincitore di numerosi concorsi internazionali: secondo premio al concorso Artur Rubinstein per giovani pianisti (2002), primo premio all'Hamamatsu di Shizuoka (2003) e al concorso internazionale del Marocco (2004). Si è affermato a livello mondiale vincendo la 15ª edizione del concorso Chopin di Varsavia. La vittoria è stata totale in quanto Blechacz si è aggiudicato anche tutti i premi speciali: quello per la miglior esecuzione di una mazurka, assegnato dalla Radio Polacca; quello per la migliore esecuzione di una polacca, assegnato dalla Fondazione Polacca Chopin; quello per la migliore esecuzione di un concerto, assegnato dai Filarmonici di Varsavia e quello premio per la migliore esecuzione di una sonata, assegnato da Krystian Zimerman.
Al termine del concorso, uno dei giudici, il professor Piotr Paleczny ha detto: "Blechacz era così superiore da impedire l'assegnazione del secondo premio agli altri finalisti". Un altro giudice, l'illustre pianista irlandese John O'Conor, ha dichiarato: "Blechacz è uno dei più grandi pianisti che abbia avuto il piacere di sentire in tutta la mia vita".
Nel 2014 ha ottenuto il premio Gilmore Artist Award.

## Carriera
Dall'affermazione di Varsavia, è invitato regolarmente a suonare nelle più importanti sale da concerto del mondo: Carnegie Hall di New York, Concertgebouw di Amsterdam, Salle Pleyel e Théâtre des Champs-Élysées di Parigi, Wigmore Hall di Londra. Ha collaborato inoltre con illustri direttori d'orchestra tra cui Michail Pletnëv, Charles Dutoit, Marin Alsop e Jerzy Semkow e celebri orchestre come London Philharmonic Orchestra, New York Philharmonic e Orchestra reale del Concertgebouw.
Nel 2012 al Teatro alla Scala di Milano esegue il Concerto per pianoforte e orchestra n. 4 (Beethoven) diretto da Fabio Luisi.

## Discografia
Il 29 maggio del 2006 ha firmato un contratto in esclusiva con la Deutsche Grammophon. È il secondo polacco nella storia, dopo Krystian Zimerman, ad essere stato scelto da questa celeberrima casa discografica. Il suo primo Cd, dedicato integralmente ai preludi di Fryderyk Chopin e uscito alla fine di Settembre del 2006, ha ricevuto numerosi consensi dalla critica e in Polonia è divenuto immediatamente disco di platino. Il secondo cd, uscito il 10 ottobre 2008, include sonate di Haydn, Mozart e Beethoven. Per celebrare il bicentenario della nascita di Chopin, Blechacz ha voluto dedicare la sua terza fatica discografica all'incisione dei due concerti per pianoforte e orchestra di Chopin. Quest'ultimo cd, realizzato Royal Concertgebouw Orchestra diretta da Jerzy Semkow e uscito il 5 ottobre 2009, ha vinto nel 2010 il Grand Prix du Disque Frédéric Chopin.
Nel 2012, dopo il successo dei primi due CD dedicati a Chopin (160 000 copie vendute), è uscito il suo quarto cd per DG, con musiche di Debussy (Pour le piano, Estampes, L'Isle joyeuse) e Szymanowski (Preludio e Fuga in Do diesis minore, Sonata in Do minore Op.8).
- Chopin, Conc. pf. n. 1-2 - Blechacz/Semkow/CGO, 2009 Deutsche Grammophon
- Chopin, Polacche n. 1-7 - Blechacz, 2013 Deutsche Grammophon
- Chopin, Prel. n. 1-26/Notturni op. 62 - Blechacz, 2007 Deutsche Grammophon
- Debussy Szymanowski, Pour le piano/Estampes/L'Isle joyeuse/Sonata op. 8/Preludio e fuga in do diesis min. - Blechacz, 2011 Deutsche Grammophon
- Haydn, Mozart & Beethoven: Piano Sonatas - Rafal Blechacz, 2008 Deutsche Grammophon